# Dormagen
Dormagen − miasto w zachodnich Niemczech, w kraju związkowym Nadrenia Północna-Westfalia, w rejencji Düsseldorf, w powiecie Rhein-Kreis Neuss. Leży na lewym brzegu Renu, na północ od Kolonii. W 2022 roku liczyło 65 147 mieszkańców na powierzchni 85,49 km². W mieście rozwinął się przemysł petrochemiczny oraz spożywczy.

## Historia
Tereny miasta zamieszkane były już w epoce kamienia. W okresie rzymskim istniał tu fort i obóz Durnomagus, opuszczony przez Rzymian między 393 a 402 rokiem n.e. Po zajęciu tego obszaru przez Franków obecna dzielnica Nievenheim została stolicą prowincji Pagus. W XI-XIII powstały kolejne miejscowości, będące obecnie dzielnicami miasta, jak Zons, Delhoven, Gohr i Hackenbroich. W 1288 w pobliżu Dormagen miała miejsce bitwa pod Worringen, wskutek której Zons uległo zniszczeniu. Po odbudowie biskup Fryderyk III z Saarwerden w 1372 ustanowił Zons punktem poboru cła na Renie oraz ufortyfikował miasto. Pod koniec XVIII miejscowości zostały zajęte przez Francuzów, splądrowany został tutejszy klasztor Knechtsteden. Po kongresie wiedeńskim w 1815 włączono je do Królestwa Prus. W 1855 doprowadzono tu linię kolejową. W 1918 Dormagen zajęły wojska brytyjskie, w 1919 – wojska francuskie, a w latach 1920–1923 miasto zajmowali Belgowie. W okresie hitlerowskim na założono tu obóz pracy przy fabryce IG Farben (obecnie Bayer), szacuje się, że około 1/3 populacji stanowili przymusowi robotnicy. W 1945 Dormagen zajęły wojska Amerykańskie. Po II wojnie światowej nastąpił gwałtowny wzrost ludności gminy, w 1950 liczyła ona około 9 tysięcy, a w 1962 – 20 tysięcy mieszkańców. W 1969 gminy Hackenbroich i Dormagen połączyły się w miasto Dormagen, a w 1975 włączono do niego gminy Zons i Nievenheim.

## Podział administracyjny
Miasto podzielone jest na 16 dzielnic (niem. Stadtteile):

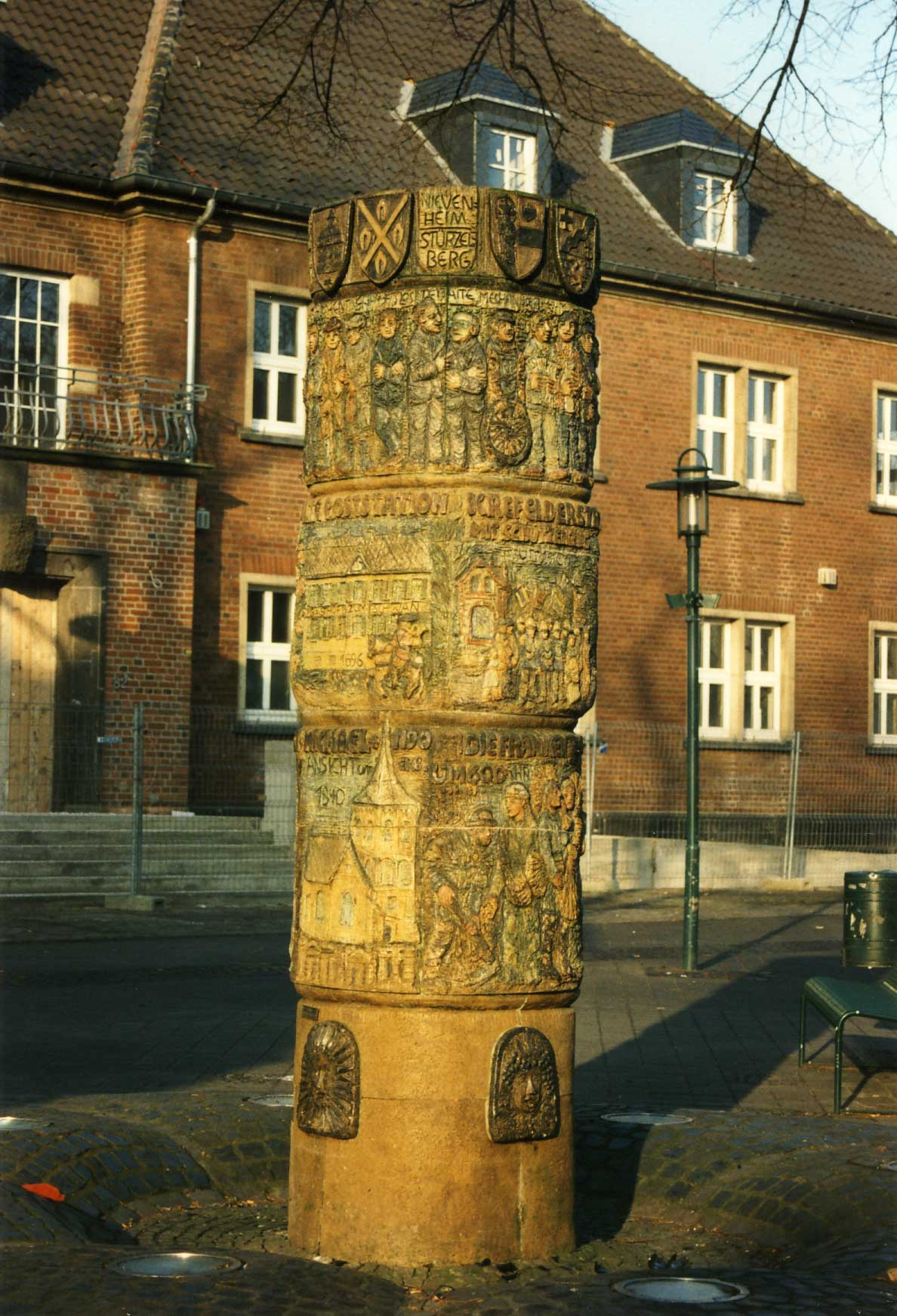
Studnia przed historycznym ratuszem

- Broich,
- Delhoven,
- Delrath,
- Dormagen-Mitte,
- Gohr,
- Hackenbroich,
- Hackhausen,
- Horrem,
- Knechtsteden,
- Nievenheim,
- Rheinfeld,
- St. Peter,
- Straberg,
- Stürzelberg,
- Ückerath,
- Zons[5].

## Sport
- TSV Bayer Dormagen - klub piłki ręcznej mężczyzn

## Współpraca
- Toro, Hiszpania
- Saint-André-lez-Lille, Francja
- Kirjat Ono, Izrael